# دومينيك جونز (لاعب كرة قدم أمريكية)
دومينيك جونز (بالإنجليزية: Dominique Jones)‏ هو لاعب كرة قدم أمريكية أمريكي، ولد في 15 أغسطس 1987 في سان دييغو في الولايات المتحدة.

## وصلات خارجية
- دومينيكو جونز على موقع مرجع كرة القدم المحترفة.كوم (الإنجليزية)